# 2016-os labdarúgó-Európa-bajnokság (selejtező – E csoport)
A 2016-os labdarúgó-Európa-bajnokság selejtezőjének E csoportjának mérkőzéseit tartalmazó lapja.
A csoportban hat válogatott, Anglia, Svájc, Szlovénia, Észtország, Litvánia és San Marino szerepelt. A csoportból Anglia és Svájc jutott ki az Európa-bajnokságra. Szlovénia pótselejtezőt játszik.

## Tabella
| Hely. | Csapat     | M  | Gy | D | V | G+ | G– | Gk  | P  | Továbbjutás                           |     | Anglia | Svájc | Szlovénia | Észtország | Litvánia | San Marino |
| ----- | ---------- | -- | -- | - | - | -- | -- | --- | -- | ------------------------------------- | --- | ------ | ----- | --------- | ---------- | -------- | ---------- |
| 1.    | Anglia     | 10 | 10 | 0 | 0 | 31 | 3  | +28 | 30 | Kijutott a 2016-os Európa-bajnokságra |     | —      | 2–0   | 3–1       | 2–0        | 4–0      | 5–0        |
| 2.    | Svájc      | 10 | 7  | 0 | 3 | 24 | 8  | +16 | 21 | Kijutott a 2016-os Európa-bajnokságra |     | 0–2    | —     | 3–2       | 3–0        | 4–0      | 7–0        |
| 3.    | Szlovénia  | 10 | 5  | 1 | 4 | 18 | 11 | +7  | 16 | Pótselejtezőbe került                 |     | 2–3    | 1–0   | —         | 1–0        | 1–1      | 6–0        |
| 4.    | Észtország | 10 | 3  | 1 | 6 | 4  | 9  | −5  | 10 |                                       |     | 0–1    | 0–1   | 1–0       | —          | 1–0      | 2–0        |
| 5.    | Litvánia   | 10 | 3  | 1 | 6 | 7  | 18 | −11 | 10 |                                       | 0–3 | 1–2    | 0–2   | 1–0       | —          | 2–1      |            |
| 6.    | San Marino | 10 | 0  | 1 | 9 | 1  | 36 | −35 | 1  |                                       | 0–6 | 0–4    | 0–2   | 0–0       | 0–2        | —        |            |

1. 1 2  Az egymás elleni eredmény döntetlen. Az összes gólkülönbség döntött.

## Mérkőzések
Az időpontok közép-európai idő szerint értendők.
| 2014. szeptember 8. 20:45 |

| Észtország | 1–0               | Szlovénia |
| ---------- | ----------------- | --------- |
| Purje 86'  | (0–0) Jegyzőkönyv |           |

| A. Le Coq Arena, Tallinn Játékvezető: Szymon Marciniak (lengyel) |

| 2014. szeptember 8. 20:45 |

| San Marino | 0–2               | Litvánia                      |
| ---------- | ----------------- | ----------------------------- |
|            | (0–2) Jegyzőkönyv | Matulevičius 5' Novikovas 36' |

| Stadio Olimpico, Serravalle Játékvezető: Libor Kovařík (cseh) |

| 2014. szeptember 8. 20:45 |

| Svájc | 0–2               | Anglia            |
| ----- | ----------------- | ----------------- |
|       | (0–0) Jegyzőkönyv | Welbeck 58' 90+4' |

| St. Jakob-Park, Bázel Játékvezető: Cüneyt Çakır (török) |

| 2014. október 9. 20:45 |

| Anglia                                                                              | 5–0               | San Marino |
| ----------------------------------------------------------------------------------- | ----------------- | ---------- |
| Jagielka 25' Rooney 43' (11-esből) Welbeck 49' Townsend 72' Della Valle 78' (öngól) | (2–0) Jegyzőkönyv |            |

| Wembley Stadion, London Játékvezető: Marcin Borski (lengyel) |

| 2014. október 9. 20:45 |

| Litvánia       | 1–0               | Észtország |
| -------------- | ----------------- | ---------- |
| Mikoliūnas 76' | (0–0) Jegyzőkönyv |            |

| LFF Stadium, Vilnius Játékvezető: Carlos Clos Gómez (spanyol) |

| 2014. október 9. 20:45 |

| Szlovénia                | 1–0               | Svájc |
| ------------------------ | ----------------- | ----- |
| Novaković 79' (11-esből) | (0–0) Jegyzőkönyv |       |

| Ljudski vrt, Maribor Játékvezető: Wolfgang Stark (német) |

| 2014. október 12. 18:00 |

| Észtország | 0–1               | Anglia     |
| ---------- | ----------------- | ---------- |
|            | (0–0) Jegyzőkönyv | Rooney 74' |

| A. Le Coq Arena, Tallinn Játékvezető: Marijo Strahonja (horvát) |

| 2014. október 12. 20:45 |

| Litvánia | 0–2               | Szlovénia         |
| -------- | ----------------- | ----------------- |
|          | (0–2) Jegyzőkönyv | Novaković 33' 37' |

| LFF Stadium, Vilnius Játékvezető: Michael Koukoulakis (görög) |

| 2014. október 14. 20:45 |

| San Marino | 0–4               | Svájc                                      |
| ---------- | ----------------- | ------------------------------------------ |
|            | (0–3) Jegyzőkönyv | Seferović 10' 23' Džemaili 30' Shaqiri 79' |

| Olimpiai Stadion, Serravalle Játékvezető: Tony Chapron (francia) |

| 2014. november 15. 18:00 |

| Anglia                                | 3–1               | Szlovénia             |
| ------------------------------------- | ----------------- | --------------------- |
| Rooney 59' (11-esből) Welbeck 66' 72' | (0–0) Jegyzőkönyv | Henderson 58' (öngól) |

| Wembley Stadion, London Játékvezető: Olegário Benquerença (portugál) |

| 2014. november 15. 18:00 |

| San Marino | 0–0         | Észtország |
| ---------- | ----------- | ---------- |
|            | Jegyzőkönyv |            |

| Olimpiai Stadion, Serravalle Játékvezető: Felix Brych (német) |

| 2014. november 15. 20:45 |

| Svájc                               | 4–0               | Litvánia |
| ----------------------------------- | ----------------- | -------- |
| Drmić 66' Schär 68' Shaqiri 80' 90' | (0–0) Jegyzőkönyv |          |

| AFG Arena, St. Gallen Játékvezető: Svein Oddvar Moen (norvég) |

| 2015. március 27. 20:45 |

| Anglia                                      | 4–0               | Litvánia |
| ------------------------------------------- | ----------------- | -------- |
| Rooney 6' Welbeck 45' Sterling 58' Kane 73' | (2–0) Jegyzőkönyv |          |

| Wembley Stadion, London Játékvezető: Pavel Královec (cseh) |

| 2015. március 27. 20:45 |

| Szlovénia                                                            | 6–0               | San Marino |
| -------------------------------------------------------------------- | ----------------- | ---------- |
| Iličić 10' Kampl 49' Struna 50' Novaković 52' Lazarević 73' Ilić 88' | (1–0) Jegyzőkönyv |            |

| Stožice Stadion, Ljubljana Játékvezető: Oliver Drachta (osztrák) |

| 2015. március 27. 20:45 |

| Svájc                             | 3–0               | Észtország |
| --------------------------------- | ----------------- | ---------- |
| Schär 17' Xhaka 27' Seferović 80' | (2–0) Jegyzőkönyv |            |

| Swissporarena, Luzern Játékvezető: Danny Makkelie (holland) |

| 2015. június 14. 20:45 |

| Észtország     | 2–0               | San Marino |
| -------------- | ----------------- | ---------- |
| Zenjov 35' 63' | (1–0) Jegyzőkönyv |            |

| A. Le Coq Arena, Tallinn Nézőszám: 6131 Játékvezető: Ivan Kružliak (szlovák) |

| 2015. június 14. 20:45 |

| Szlovénia                | 2–3               | Anglia                      |
| ------------------------ | ----------------- | --------------------------- |
| Novaković 37' Pečnik 84' | (1–0) Jegyzőkönyv | Wilshere 57' 73' Rooney 86' |

| Stožice Stadion, Ljubljana Nézőszám: 15 796 Játékvezető: Alberto Undiano Mallenco (spanyol) |

| 2015. június 14. 20:45 |

| Litvánia    | 1–2               | Svájc                 |
| ----------- | ----------------- | --------------------- |
| Černych 64' | (0–0) Jegyzőkönyv | Drmić 69' Shaqiri 84' |

| LFF Stadium, Vilnius Nézőszám: 4786 Játékvezető: Craig Thomson (skót) |

| 2015. szeptember 5. 20:45 |

| Észtország    | 1–0               | Litvánia |
| ------------- | ----------------- | -------- |
| Vassiljev 71' | (0–0) Jegyzőkönyv |          |

| A. Le Coq Arena, Tallinn Játékvezető: Oliver Drachta (osztrák) |

| 2015. szeptember 5. 20:45 |

| San Marino | 0–6               | Anglia                                                                        |
| ---------- | ----------------- | ----------------------------------------------------------------------------- |
|            | (0–2) Jegyzőkönyv | Rooney 13' (11-esből) Brolli 30' (öngól) Barkley 46' Walcott 68' 78' Kane 77' |

| Olimpiai Stadion, Serravalle Játékvezető: Leontios Trattou (ciprusi) |

| 2015. szeptember 5. 20:45 |

| Svájc                       | 3–2               | Szlovénia               |
| --------------------------- | ----------------- | ----------------------- |
| Drmić 80' 90+4' Stocker 84' | (0–1) Jegyzőkönyv | Novaković 45' Cesar 48' |

| St. Jakob-Park, Basel Játékvezető: Pavel Královec (cseh) |

| 2015. szeptember 8. 18:00 |

| Anglia                         | 2–0               | Svájc |
| ------------------------------ | ----------------- | ----- |
| Kane 67' Rooney 84' (11-esből) | (0–0) Jegyzőkönyv |       |

| Wembley Stadion, London Játékvezető: Gianluca Rocchi (olasz) |

| 2015. szeptember 8. 20:45 |

| Litvánia                 | 2–1               | San Marino      |
| ------------------------ | ----------------- | --------------- |
| Černych 7' Spalvis 90+2' | (1–0) Jegyzőkönyv | M. Vitaioli 55' |

| LFF Stadium, Vilnius Játékvezető: Clayton Pisani (máltai) |

| 2015. szeptember 8. 20:45 |

| Szlovénia | 1–0               | Észtország |
| --------- | ----------------- | ---------- |
| Berić 63' | (0–0) Jegyzőkönyv |            |

| Ljudski vrt, Maribor Játékvezető: Anasztásziosz Szidirópulosz (görög) |

| 2015. október 9. 18:00 |

| Anglia                   | 2–0               | Észtország |
| ------------------------ | ----------------- | ---------- |
| Walcott 45' Sterling 85' | (1–0) Jegyzőkönyv |            |

| Wembley Stadion, London Játékvezető: Vad István (magyar) |

| 2015. október 9. 18:00 |

| Szlovénia              | 1–1               | Litvánia                 |
| ---------------------- | ----------------- | ------------------------ |
| Birsa 45+1' (11-esből) | (1–0) Jegyzőkönyv | Novikovas 86' (11-esből) |

| Stadion Stožice, Ljubljana Játékvezető: Björn Kuipers (holland) |

| 2015. október 9. 20:45 |

| Svájc | 7–0               | San Marino |
| --- | ----------------- | ---------- |
| M. Lang 17' Inler 55' (11-esből) Mehmedi 65' Djourou 72' (11-esből) Kasami 75' Embolo 80' (11-esből) Derdiyok 89' | (1–0) Jegyzőkönyv |            |

| AFG Arena, St. Gallen Játékvezető: Mattias Gestranius (finn) |

| 2015. október 12. 20:45 |

| Észtország | 0–1               | Svájc                |
| ---------- | ----------------- | -------------------- |
|            | (0–0) Jegyzőkönyv | Klavan 90+4' (öngól) |

| A. Le Coq Arena, Tallinn Játékvezető: Pol van Boekel (holland) |

| 2015. október 12. 20:45 |

| Litvánia | 0–3               | Anglia                                                   |
| -------- | ----------------- | -------------------------------------------------------- |
|          | (0–2) Jegyzőkönyv | Barkley 29' Arlauskis 35' (öngól) Oxlade-Chamberlain 62' |

| LFF Stadium, Vilnius Játékvezető: Kenn Hansen (dán) |

| 2015. október 12. 20:45 |

| San Marino | 0–2               | Szlovénia            |
| ---------- | ----------------- | -------------------- |
|            | (0–0) Jegyzőkönyv | Cesar 54' Pečnik 75' |

| Olimpiai Stadion, Serravalle Játékvezető: Alekszandar Sztavrev (macedón) |